# Scatopsciara dentifera
Scatopsciara dentifera är en tvåvingeart som först beskrevs av Frey 1936.  Scatopsciara dentifera ingår i släktet Scatopsciara och familjen sorgmyggor.
Artens utbredningsområde är Kanarieöarna. Arten är reproducerande i Sverige. Inga underarter finns listade i Catalogue of Life.